# Tajuria longinus
Tajuria longinus är en fjärilsart som beskrevs av Fabricius 1798. Tajuria longinus ingår i släktet Tajuria och familjen juvelvingar. Inga underarter finns listade i Catalogue of Life.